# Semmi pánik
A Semmi pánik (eredeti cím: Don't Drink the Water) 1994-ben bemutatott amerikai televíziós filmvígjáték, amelyet Woody Allen írt és rendezett az 1966-os színdarabja alapján. Ez a második megfilmesített változata a darabnak, miután a Jackie Gleason főszereplésével készült 1969-es színházi változattal Allen elégedetlen volt. Michael J. Fox játssza az amerikai nagykövet fiát.
Ez a második alkalom, hogy Allen televíziós filmet írt és szerepelt benne. A filmet nem fogadták kedvezően a kritikusok.

## Cselekmény
Egy átlagos amerikai család Európába utazik nyaralni. A hidegháború miatt a szovjet csapatok által körülzárt vasfüggöny mögött rekednek.

## Szereplők
- Woody Allen – Walter Hollander
- Mayim Bialik – Susan Hollander
- Michael J. Fox – Axel Magee
- Dom DeLuise – Drobney atya
- Julie Kavner – Marion Hollander
- Josef Sommer – Ambassador Magee
- Edward Herrmann – Mr. Kilroy
- Robert Stanton – Mr. Burns
- Rosemary Murphy – Miss Pritchard
- Austin Pendleton – Oscar, a séf
- Vit Horejs – Krojak

## Fogadtatás
A Semmi pánik 44%-os minősítést ért el Rotten Tomatoes-on. 2016-ban Robbie Collin és Tim Robey filmkritikusok Woody Allen legrosszabb filmjei közé sorolták.

## Fordítás
- Ez a szócikk részben vagy egészben  a   Don't Drink the Water (1994 film) című angol Wikipédia-szócikk fordításán alapul.  Az eredeti cikk szerkesztőit annak laptörténete sorolja fel. Ez a jelzés csupán a megfogalmazás eredetét és a szerzői jogokat jelzi, nem szolgál a cikkben szereplő információk forrásmegjelöléseként.